# Comuna Călinești, Argeș
Călinești este o comună în județul Argeș, Muntenia, România, formată din satele Călinești, Cârstieni, Ciocănești, Glodu, Gorganu, Radu Negru, Râncăciov, Udeni-Zăvoi, Urlucea, Valea Corbului, Văleni-Podgoria și Vrănești (reședința).

## Sit arheologic
Existența anterioară a unei comunități umane pe teritoriul actual al localității Râncăciov este atestată prin așezarea din eneolitic, epoca bronzului, Hallstatt, La Tene, epoca medievală - situată în Dealul Olarului, la circa 500 m vest de Școala generală Râncăciov; pe același deal, s-a descoperit un tezaur de monede greco-macedonene. Pe Dealul Săracului, au fost depistate trei topoare din aramă aparținând culturii Glina.
Pe teritoriul satului Călinești, s-a descoperit, în punctul Dealul Brâncoveanul, un topor de piatră datând din epoca bronzului, iar, în zona spitalului, o ceașcă de ceramică și două cuțite specifice culturii Tei. Pe teritoriul satului Vrănești, s-au depistat două tezaure geto-dacice, dar și ceramică provincială romană datând din sec. IV p.Hr.

## Așezare
Comuna se află în estul județului, în Podișul Cândești, pe malul stâng al Argeșului. Este străbătută de șoseaua națională DN7, care leagă Piteștiul de București. Din acest drum, la Călinești se ramifică șoseaua județeană DJ704B, care însă deservește doar satele comunei. Prin comună trece și calea ferată București-Pitești, pe care este deservită de stația Călinești. Se învecinează cu comuna Davidești la nord, cu comunele Beleți-Negrești, Priboieni și municipiul Topoloveni la est, cu comuna Căteasca la sud, și cu orașul Ștefănești și municipiul Mioveni la vest.

## Toponimie
Călinești - toponim social, la origine, antroponimicul Călin, format din apelativul călin (arbust) + sufixul -ești, indicând organizarea socială pe bază de obște a așezării. Satul dispărut din nomenclatura oficială, Turculești, păstrat, însă, în denumirea unei biserici, fusese consemnat anterior sub numele de Cătunul, ca veche așezare moșnenească.
Ciocănești- toponim topografic relevând o caracteristică a terenului; provenit din ciocan (bulg. cukan) = movilă + sufixul -ești, relevând organizarea socială pe bază de obște a localității. O versiune toponimică asociază denumirea așezării cu numele primului locuitor - Ciocănaru - venit de pe moșia Cozia-Cotmeana și stabilit pe moșia Radu Negru din zona gârlei Chivăroaia.
Cârstieni- toponim atestând descendența, format din eponimul Cârstea + sufixul - eni, care indică asocierea locuitorilor pe bază de rudeni.
Glodu - toponim topografic format din apelativul glod = „nămol uscat”.
Gorganu - toponim topografic, la origine, un apelativ indicând fie o „movilă”, fie o „vale strâmtă și îngustă”.
Radu Negru - toponim format din numele legendarului „întemeietor de țară” Negru Vodă, a cărui prezență în arealul muscelean este confirmată frecvent în folclorul local. 
Râncăciov - toponim format din apelativul râncă, indicând „o parte componentă a unui car”.
Udeni-Zăvoi- toponim topografic relevând o zonă frecvent inundată, situată în apropierea râului Argeș.
Urlucea - toponim de proveniență incertă format ca derivat lexical din urloi = „lemn găunoși pe dinăuntru”, deși o referire la urloiul sobelor nu poate fi exclusă semantic.
Valea Corbului - hidronim compus reflectând forma de relief predominantă a așezării asociată cu un eponim - Corbu. În localitate, Corbu se înregistrează frecvent ca nume de familie.
Văleni-Podgoria - toponim topografic compus, indicând, prin primul termen, așezarea raportată la relief, iar, prin cel de-al doilea termen, Podgoria - „o zonă acoperită cu vii”.
Vrănești - toponim format pe baza eponimului Vranin (atestat în documentele medievale), patronimicul fiind format din slavul vran = corb negru sau din vrană = gaură de butoi + sufixul - ești, care indică organizarea socială pe bază de obște a așezării.

## Demografie
Componența etnică a comunei Călinești
     Români (85,82%)
     Romi (4,61%)
     Alte etnii (0,09%)
     Necunoscută (9,48%)
Componența confesională a comunei Călinești
     Ortodocși (89,02%)
     Alte religii (1,01%)
     Necunoscută (9,97%)
Conform recensământului efectuat în 2021, populația comunei Călinești se ridică la 10.813 locuitori, în scădere față de recensământul anterior din 2011, când fuseseră înregistrați 10.872 de locuitori. Majoritatea locuitorilor sunt români (85,82%), cu o minoritate de romi (4,61%), iar pentru 9,48% nu se cunoaște apartenența etnică. Din punct de vedere confesional, majoritatea locuitorilor sunt ortodocși (89,02%), iar pentru 9,97% nu se cunoaște apartenența confesională.

## Politică și administrație
Comuna Călinești este administrată de un primar și un consiliu local compus din 17 consilieri. Primarul, Alina-Ioana Georgescu[*], de la Partidul Social Democrat, este în funcție din 1 noiembrie 2024. Începând cu alegerile locale din 2024, consiliul local are următoarea componență pe partide politice:
|  | Partid                          | Consilieri | Componența Consiliului | Componența Consiliului | Componența Consiliului | Componența Consiliului | Componența Consiliului | Componența Consiliului | Componența Consiliului | Componența Consiliului |
|  | ------------------------------- | ---------- | ---------------------- | ---------------------- | ---------------------- | ---------------------- | ---------------------- | ---------------------- | ---------------------- | ---------------------- |
|  | Partidul Social Democrat        | 8          |                        |                        |                        |                        |                        |                        |                        |                        |
|  | Partidul Național Liberal       | 4          |                        |                        |                        |                        |                        |                        |                        |                        |
|  | Alianța pentru Unirea Românilor | 3          |                        |                        |                        |                        |                        |                        |                        |                        |
|  | Uniunea Salvați România         | 1          |                        |                        |                        |                        |                        |                        |                        |                        |
|  | Forța Dreptei                   | 1          |                        |                        |                        |                        |                        |                        |                        |                        |

## Istorie
La sfârșitul secolului al XIX-lea, comuna făcea parte din plasa Podgoria a județului Muscel și era formată din satele Călinești, Turculești și Vitichești, având în total 1621 de locuitori ce trăiau în 401 case. În comună existau o moară de aburi (proprietatea lui G. Manolescu), trei biserici și o școală mixtă cu 41 de elevi. La acea vreme, pe teritoriul actual al comunei mai funcționau în aceeași plasă și comunele Gorganu, Văleni și Vrănești. Comuna Gorganu, formată din satele Drăghicești, Gorganu și Cârstieni, avea 2113 de locuitori (în 489 de case), o moară de apă, trei biserici (una la Drăghicești și două la Gorganu) și o școală mixtă cu 60 de elevi. Comuna Văleni, cu satele Valea-Văleni și Ciocănești, avea 935 de locuitori, două biserici și o școală. Comuna Vrănești cuprindea satele Vrănești, Bădești, Gușați, Udeni și Zăvoiu, având 6100 de locuitori, o școală și două biserici.
Anuarul Socec din 1925 consemnează comunele în aceeași plasă (doar comuna Văleni fusese transferată plășii Golești); comuna Călinești avea aceeași alcătuire și 2328 de locuitori; comuna Gorganu avea 1053 de locuitori în satele Gorganu de Jos și Drăghicești; comuna Văleni, cu satele Valeni și Ciocănești, avea 1477 de locuitori, iar comuna Vrănești avea 1400 de locuitori în satele Vrănești și Zăvoiu. Comuna și satul Văleni au primit în 1931 denumirea de Văleni-Podgoria, pentru a le diferenția de Văleni-Dâmbovița.
În 1950, comunele au fost transferate raionului Topoloveni și apoi (după 1961 când se desființează raionul Topoloveni) raionului Pitești din regiunea Argeș. În 1968, ele au trecut la județul Argeș și au fost comasate, apărând comuna Călinești în alcătuirea actuală.

## Monumente istorice

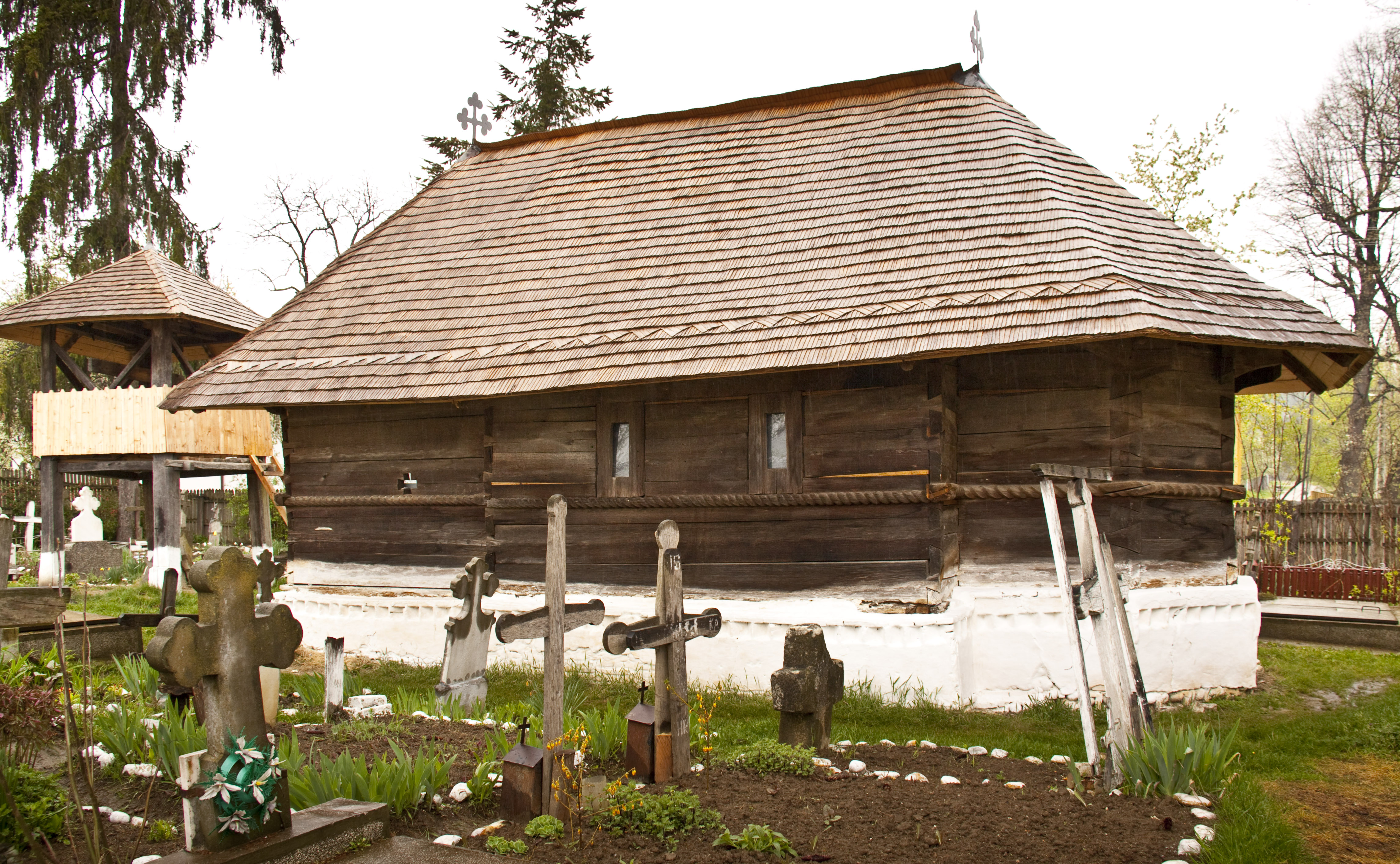
Biserica de lemn „a Turcului” din Cârstieni, monument istoric

În comuna Călinești se găsesc patru monumente istorice de arhitectură de interes național: biserica de lemn „Sfinții Apostoli Petru și Pavel”- Drăghicești (1744, strămutată în 1988) din Călinești; Biserica de lemn „Sfântul Apostol Toma” și „Sfinții Voievozi”, zisă „a Turcului” (1758–1759) din Cârstieni; biserica „Cuvioasa Paraschiva” a fostului schit Lacu Negru (1787) din satul Radu Negru; și mănăstirea Râncăciov din secolul al XV-lea (cu modificări în 1648 și 1868), ansamblu cuprinzând biserica „Intrarea în Biserică a Maicii Domnului” și „Înălțarea Domnului”, fundațiile chiliilor, anexelor și turnului de poartă. La acestea se mai adaugă și situl arheologic de interes național din „Dealul Olarului”, 500 m vest de centrul satului Râncăciov, sit cuprinzând urme de așezări din eneolitic (cultura Gumelnița), Epoca Bronzului, perioada Latène, perioada Halstatt și secolul al XIV-lea (Evul Mediu). În plus, opt cruci de piatră de pe teritoriul comunei sunt clasificate ca monumente memoriale sau funerare de interes național: una de la 1660 din cimitirul bisericii Turcului din Cârstieni; una din 1724 de la fântâna veche și casa Ghencea Silviu (nr. 75) din Ciocănești; una din 1713 de la casa Ionescu Nicolae (nr. 49) de pe DN7 în același sat; una din 1726, strămutată în 2000 în fața casei parohiale (nr. 284) din fostul sat Gorganu de Jos (astăzi în satul Gorganu); crucea-pisanie a fostului schit Lacu Negru (1759), aflată astăzi în curtea cimitirului bisericii „Cuvioasa Paraschiva” din Radu Negru; una din 1667 aflată în curtea bisericii „Sfântul Dumitru” din Văleni-Podgoria; una din 1727 aflată în același sat, la 500 m sud de biserică, lângă casa cu nr. 129; și una din 1663 aflată în curtea bisericii „Sfinții Apostoli Petru și Pavel” și „Sfântul Arhidiacon Ștefan” din satul Vrănești.
În rest, alte patru obiective din comună sunt incluse în lista monumentelor istorice din județul Argeș ca monumente de interes local. Unul este clasificat ca sit arheologic — ruinele bisericii de lemn „Adormirea Maicii Domnului” (secolele al XVII-lea – al XVIII-lea) din fostul sat Gorganu de Jos (astăzi în satul Gorganu). Celelalte trei sunt clasificate ca monumente de arhitectură: biserica „Sfinții Voievozi” (1848) din Călinești; biserica „Sfântul Dumitru” și „Sfântul Gheorghe” (1773) din Văleni-Podgoria; și vila N. Paul (1926) din Vrănești.

## Specific arhitectural
Arhitectura este populară tradițională caracteristică zonei Muscel. Construcțiile existente edificate la sfârșitul secolului al XIX-lea și în primele decenii ale secolului XX prezintă două niveluri: parterul - cu rol de depozit pentru produse pomiviticole și etajul - destinat, exclusiv, locuinței. Materialele utilizate erau bolovanii de râu și cărămida (la parter) și pârghii de lemn pentru construirea camerelor de locuit de la etaj. În componența unei gospodării, se semnala prezența unor construcții specializate pentru depozitarea produselor agricole și a inventarului agricol viticol (pivnițe), dar și a unor pătule etajate, amenajate, la parter, ca locuințe de vară, iar, la etaj, pentru depozitarea, în special, a porumbului.

## Personalități născute aici
- Constantin Aricescu (1861 - 1933), pictor;
- Ion Dobran (1919 - 2021), aviator militar, as al aviației;
- Gheorghe Iliescu-Călinești (1932 - 2002), sculptor;
- Carol Corbu (n. 1946), atlet;
- Filip Georgescu (n. 1946), deputat;
- Ion Vlădoiu (n. 1968), fotbalist, antrenor;
- Ioana-Jenica Dumitru (n. 1970), deputat în legislatura 2012 - 2016;
- Adrian Mutu (n. 1979), fotbalist, decorat cu Medalia „Meritul Sportiv”;
- Robert Geantă (n. 1997), fotbalist.